# Ramularia alismatis
Ramularia alismatis är en svampart som beskrevs av Fautrey 1890. Ramularia alismatis ingår i släktet Ramularia och familjen Mycosphaerellaceae.   Inga underarter finns listade i Catalogue of Life.